# Descanso (geslacht)
Descanso is een geslacht van spinnen uit de familie springspinnen (Salticidae).

## Soorten
De volgende soorten zijn bij het geslacht ingedeeld:
- Descanso chapoda Peckham & Peckham, 1892
- Descanso discicollis (Taczanowski, 1878)
- Descanso formosus Bryant, 1943
- Descanso insolitus Chickering, 1946
- Descanso magnus Bryant, 1943
- Descanso montanus Bryant, 1943
- Descanso peregrinus Chickering, 1946
- Descanso sobrius Galiano, 1986
- Descanso vagus Peckham & Peckham, 1892
- Descanso ventrosus Galiano, 1986